# Alair de Souza Camargo Júnior
Alair de Souza Camargo Júnior (* 27. Januar 1982 in Umuarama) ist ein ehemaliger brasilianischer Fußballspieler.

## Karriere
2001 unterschrieb er seinen ersten Profivertrag beim japanischen Erstligisten Shimizu S-Pulse. 2002 wechselte er zum Zweitligisten Ventforet Kofu. 2005 wurde er mit Kofu Tabellendritter und stieg in die erste Liga auf. Für Kofu bestritt er insgesamt 129 Ligaspiele. Danach spielte er bei Veranópolis ECRC, Birmingham City und Chapecoense. Im Jahr 2009 unterschrieb Alair einen Vertrag beim japanischen Zweitligisten Ehime FC. Für Ehime bestritt er insgesamt 49 Zweitligaspiele. 2011 wechselte er zum Ligakonkurrenten Kyōto Sanga. 2012 kehrte er wieder zu den Ehime FC zurück. Ende 2013 beendete er seine Karriere als Fußballspieler.